# Forbidden Valley
La Forbidden Valley (in lingua inglese: valle proibita) è una valle antartica situata a sud del Citadel Peak.  
Drena in direzione est-nordest dal Monte Crockett al Ghiacciaio Scott ed è parzialmente coperta dal ghiacciaio e dalle sue morene.  
È situata nelle Hays Mountains, catena montuosa che fa parte dei Monti della Regina Maud, in Antartide. 
La valle fu visitata nel dicembre 1987 dalla spedizione geologica guidata da Edmund Stump dell'Università statale dell'Arizona nel corso del Programma Antartico degli Stati Uniti d'America. 
La denominazione si riferisce al fatto che la bocca della vallata è bloccata da una morena che ne impedisce un accesso agevole.